# Clamoux
Die Clamoux ist ein Fluss in Frankreich, der im Département Aude in der Region Okzitanien verläuft. Sie entspringt in den Montagne Noire, im Gemeindegebiet von Castans, knapp an der Grenze zum benachbarten Département Tarn, entwässert generell Richtung Süd bis Südwest und mündet nach rund 33 Kilometern an der Gemeindegrenze von Malves-en-Minervois und Bouilhonnac als linker Nebenfluss in den Orbiel.

## Orte am Fluss
- Castans
- Cabrespine
- Villeneuve-Minervois
- Villegly
- Malves-en-Minervois

## Sehenswürdigkeiten
- Gorges de la Clamoux, Schlucht oberhalb von Cabrespine